# La Chaussée-sur-Marne
La Chaussée-sur-Marne – miejscowość i gmina we Francji, w regionie Grand Est, w departamencie Marna.
Według danych na rok 1990 gminę zamieszkiwało 628 osób, a gęstość zaludnienia wynosiła 28 osób/km².